# Culinária das Astúrias
A culinária das Astúrias refere-se aos pratos e ingredientes típicos encontrados na cozinha das Astúrias, uma região da Espanha.
As Astúrias são especialmente conhecidas pelos frutos do mar, como a lula, o caranguejo, o camarão e o robalo. Salmões são pegos nos rios da Astúrias, notavelmente no Sela; as primeiras temporadas de caça ao peixes são chamadas de campanu.[carece de fontes?]
O prato regional mais famoso é a fabada asturiana, um rico cozido feito com feijão largo branco (fabes), ombro de porco (lacón), morcela, chouriço, e açafrão (azafrán).